# ラウニオン州
ラウニオン州（ラウニオンしゅう、Province of La Union）は、フィリピン北部ルソン島の北部にある州で、イロコス地方（Ilocos Region, Region I）に属している。北にイロコス・スル州、東にコルディリェラ行政地域（Cordillera Administrative Region, CAR）のベンゲット州、南に中部ルソン地方（Central Luzon, Region III）のパンガシナン州と接し、西側には南シナ海が広がっている。面積は1,493.1km2、人口は657,945人（2000年）、州都はサンフェルナンド（San Fernando）である。